# نيلوفر نوشالي
نيلوفر نوشالي (الاسم العلمي:Nymphaea nouchali) هو نوع من النباتات يتبع جنس النيلوفر من الفصيلة النيلوفرية.